# Sikenička
Sikenička (Hongaars: Kisgyarmat) is een Slowaakse gemeente in de regio Nitra, en maakt deel uit van het district Nové Zámky. Sikenička telt 467 inwoners.